# Bohumil Pára
Bohumil Pára ze Žlunova (německy Gottlieb Para Ritter von Zlunov, 17. října 1861 Čížovky – 24. srpna 1915 Vídeň) byl česko-rakouský diplomat Rakouska-Uherska a šlechtic působící jako rakousko-uherský konzul v několika zemích na Balkáně. Jeho zprávy z Balkánu jsou důležitým dobovým historickým pramenem.

## Životopis

### Mládí
Narodil se 17. října 1861 ve středočeské osadě Čížovka (nyní Čížovky), pozdější části obce Petkovy, nedaleko Mladé Boleslavi, neprovdané Alžbětě Kolinské. Otec, hospodský Jan Pára ho legitimizoval v roce 1864. Po absolvování vyššího gymnázia v Mladé Boleslavi a povinné vojenské služby v rakousko-uherské armádě studoval v letech 1881 až 1887 na tzv. Orientální akademii, prestižním diplomatickém institutu ve Vídni.

### Diplomatem Rakouska-Uherska
Následně působil jako stážista u vídeňského okresního soudu v okrsku Alsergrund, později pak Margareten, odkud byl později přeložen do Obchodní a průmyslové komory v Budapešti a poté do Obchodní a průmyslové komory v Praze. V roce 1887 se stal konzulárním agentem (consul elev) na jeho prvním zahraničním angažmá od února 1890 na rakousko-uherském konzulátu v Bukurešti v Rumunském království.

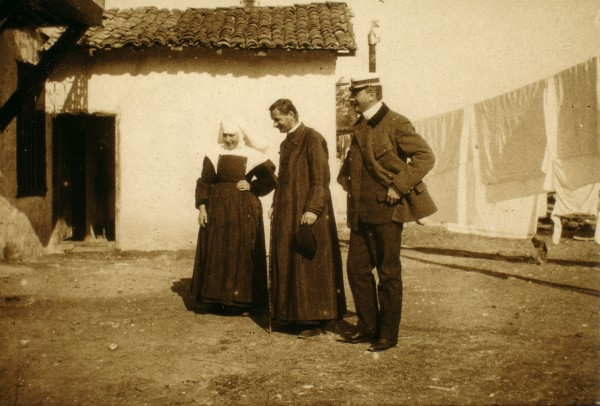
Konzul Pára (zcela vpravo) na návštěvě katolického kláštera ve Skopje

Od roku 1891 do roku 1898 působil jako civilní komisař a politický důstojník na velitelství rakousko-uherských vojsk v makedonském Pljevlji v novopazarském sandžaku, pod nadvládou Osmanské říše. Téhož roku, 1891, se zde stal vicekonzulem. V roce 1898 byl jmenován konzulem v makedonském Skopje, rovněž pod osmanskou nadvládou. Když se ve městě projevil srbsko-bulharský konflikt, projevující se mj. nárůstem srbské propagandy v Makedonii, veřejně se postavil na stranu zdejších Bulharů. Účastnil se rovněž otevření zdejšího katolického kostela V roce 1905 byl jmenován generálním konzulem druhého stupně. Od ledna 1906 do roku 1908 byl generálním konzulem v osmanské Soluni v Řecku. V letech 1911 až 1913 pracoval na pozici prvního dragomana na rakousko-uherském velvyslanectví v Cařihradě. V prosinci 1911 se zde stal generálním konzulem prvního stupně. 
V roce 1912 se jako padesátiletý v Praze oženil s Italkou (žijící v Paříži), čtyřiadvacetiletou Marií Terezií Destefanis.
Od října 1913 do roku 1915 byl generálním konzulem na ostrově Korfu, tehdy spravovaném Britským impériem.

### Ocenění
V dubnu 1896 byl vyznamenán Rytířským křížem Řádu Františka Josefa, roku 1898 pak obdržel Řád železné koruny III. třídy. V roce 1908 se u příležitosti jubilea císaře Františka Josefa I. stal nositelem komandérského kříže Řádu Františka Josefa. Dne 23. ledna 1914 byl potom povýšen do rytířského stavu a byl mu udělen rodový přídomek ze Žlunova. 

### Úmrtí
Zemřel 24. srpna 1915 v sanatoriu ve Vídni ve věku 53 let po neúspěšném operačním zákroku. Pohřben byl v Mladé Boleslavi.
Diplom opravňující jej užívat šlechtický titul obdržela jeho manželka až v září téhož roku.